# Fonollosa
Fonollosa ist ein Ort und eine Gemeinde (municipi) mit 1.585 Einwohnern (Stand: 2024) in der Comarca Bages in der Provinz Barcelona in der Autonomen Region Katalonien. Zur Gemeinde gehören auch die Ortschaften Camps, Canet de Fals und Fals.

## Lage
Der Ort Fonollosa liegt in einer Höhe von etwa 300 Metern ü. d. M. am Rand des Montserrat in der Kultur- und Weinlandschaft Pla de Bages. Die Städte Manresa und Barcelona liegen etwa 18 Kilometer bzw. 90 Kilometer (Fahrtstrecke) südöstlich. 

## Bevölkerungsentwicklung
| Jahr      | 1960 | 1970 | 1981 | 1990 | 2000  | 2010  |
| Einwohner | 816  | 656  | 628  | 677  | 1.018 | 1.401 |

Trotz der Reblauskrise im Weinbau und der zunehmenden Mechanisierung der Landwirtschaft ist die Einwohnerzahl der Gemeinde seit der Mitte des 19. Jahrhunderts in etwa konstant geblieben.

## Wirtschaft
Früher lebten die Einwohner hauptsächlich als Selbstversorger von der Landwirtschaft, zu der auch der Anbau von Wein und die Haltung von Vieh (v. a. Schafe und Ziegen) gehörte. Bereits im ausgehenden Mittelalter fungierten Fonollosa und Fals auch als handwerkliche und merkantile Zentren für die Dörfer und Einzelgehöfte (masies) in der Umgebung. Seit den 1960er Jahren spielt auch der Tourismus eine nicht unbedeutende Rolle für die Einnahmen der Gemeinde.

## Geschichte
Aus dem Neolithikum stammt der Dolmen de Betlem; antike, westgotische und islamische Spuren wurden bislang nicht entdeckt. Im 9. und 10. Jahrhundert wurde die nahezu menschenleere Region durch die Grafen von Barcelona aus den Händen des Islam zurückerobert (reconquista), wiederbesiedelt (repoblación) und mit Burgen (castells) und Kirchen (esglésies oder ermitas) gesichert.

## Sehenswürdigkeiten
Fals

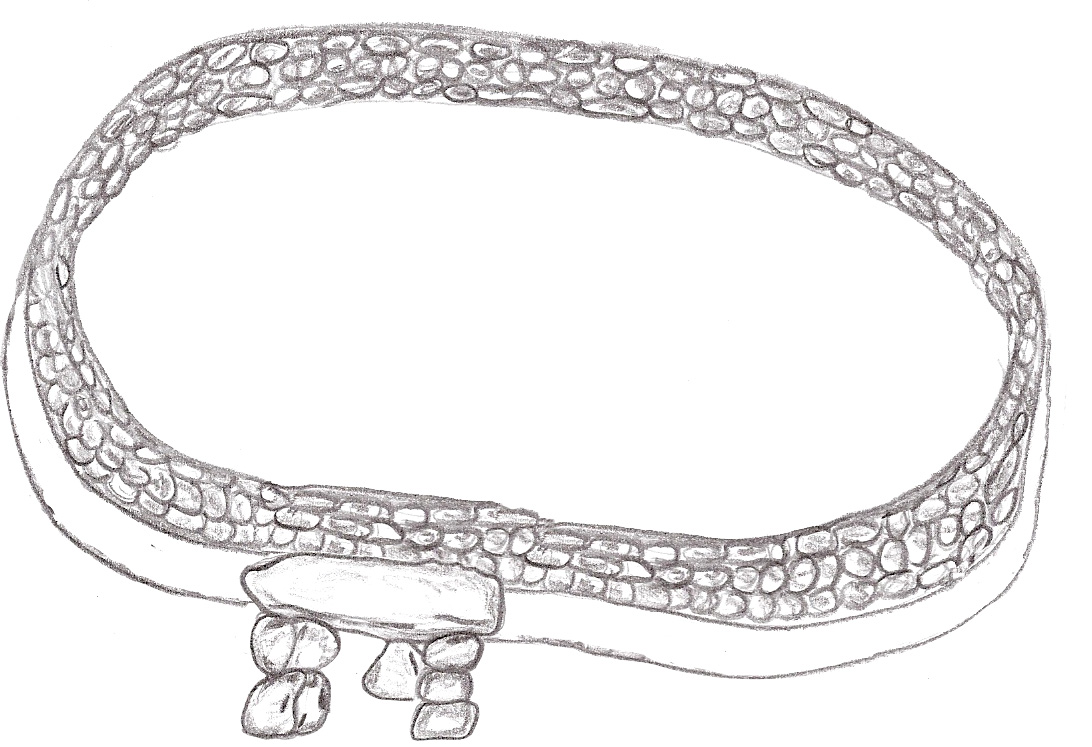
Fals – Dolmen und Mauerring

- Der nach einem Waldbrand im Jahr 1994 bei Fals entdeckte Dolmen de Betlem ist ein Zeugnis der Zeit der Megalithkultur; er ist somit ins 4. oder 3. Jahrtausend v. Chr. zu datieren. In seiner unmittelbaren Umgebung wurde eine Ringmauer aus aufgeschichteten Feldsteinen entdeckt. Ob beide Bauten zusammengehören oder in zeitlichem Abstand errichtet wurden, ist unklar.
- Die beiden Torres de Fals gehörten zu einer mittelalterlichen Burg, die jedoch weitgehend verschwunden ist. Im 17. und 19. Jahrhundert wurde der Wohntrakt komplett neugestaltet.
- Die zum Burgkoplex gehörige Kirche Sant Vicenç wurde gemäß einer Inschrift im 17. Jahrhundert komplett neugebaut (TEMPLUM HOC REEDIFFICATU FUIT ANNO DOMINI 1647).

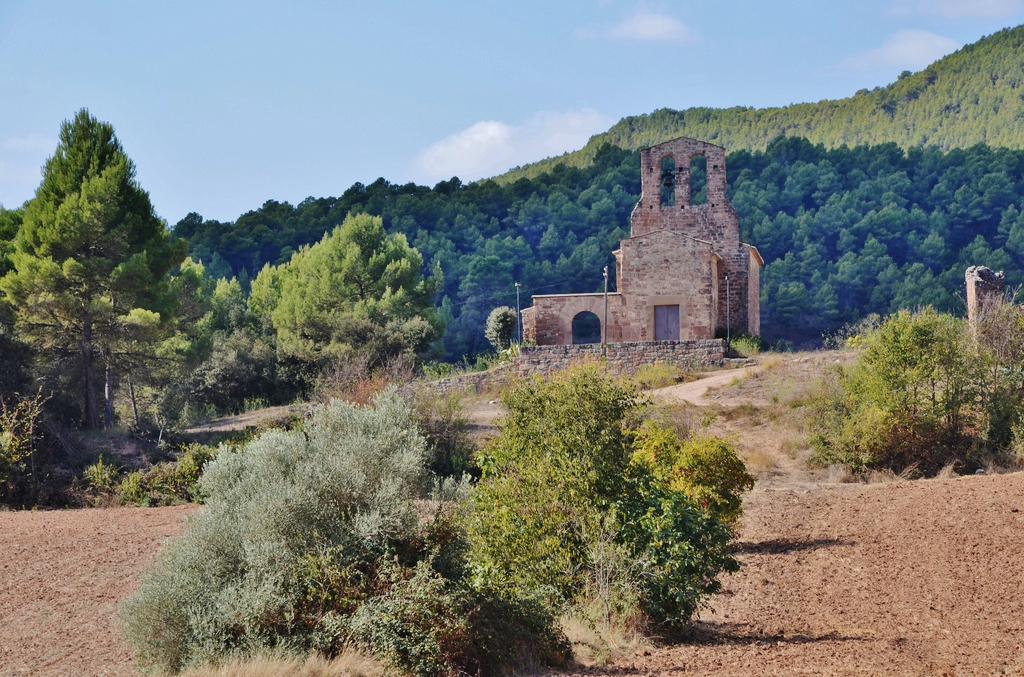
Santa Maria del Grau

- Die romanische Capilla Santa Maria del Grau liegt etwa zwei Kilometer südwestlich von Fals. Das Westportal ist durch eine Vorhalle geschützt und wird überragt von einem zweigeteilten Glockengiebel (espadanya); das Innere der Kapelle ist nach einer Restaurierung wieder steinsichtig.

Camps
- Die dreischiffige Kirche Santa Maria von Camps stammt aus dem 18. Jahrhundert und entstand an der Stelle eines romanischen Vorgängerbaus. Etwa 500 Meter entfernt wurden Reste eines mittelalterlichen Friedhofs entdeckt, der bis in die frühe Neuzeit hinein genutzt wurde.